# Gle Situtup
Gle Situtup är ett berg i Indonesien.   Det ligger i provinsen Aceh, i den västra delen av landet, 1 700 km nordväst om huvudstaden Jakarta. Toppen på Gle Situtup är 1 881 meter över havet, eller 111 meter över den omgivande terrängen. Bredden vid basen är 1,5 km.
Terrängen runt Gle Situtup är varierad.Runt Gle Situtup är det glesbefolkat, med 12 invånare per kvadratkilometer. I omgivningarna runt Gle Situtup växer i huvudsak städsegrön lövskog.